# Monastère Paulaner (Munich)
Pour les articles homonymes, voir Monastère et Paulaner.
Le monastère de Neudeck ou monastère Paulaner ou Paulanerkloster in der Au  est un ancien monastère du XVIIe siècle, de Munich en Bavière.
Ce monastère dépendant de l'ordre des Minimes (Paulaner en allemand) était de style baroque rococo. 
Il est à l'origine de la marque de bière allemande trappiste Paulaner.

## Historique
Le duc Guillaume V de Bavière fait construire l'église baroque rococo à clocher à bulbe, entre 1621 et 1625, dans le faubourg de Neudeck ob der Au (Munich) (dédiée à saint Charles Borromée, St. Karl Borromäus) puis le monastère à partir de 1627, pour des moines de l'ordre des Minimes (fondé en 1436 par saint François de Paule). 

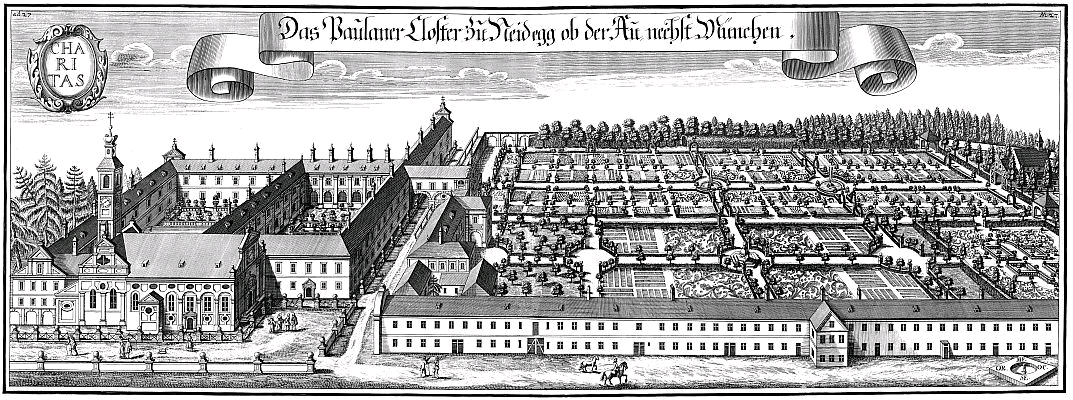
Église, monastère et jardins monastiques (1702).

Les moines trapistes fabriquent alors entre autres de la bière Paulaner, à partir de 1634, à titre de principale source de revenus. Le moine maître brasseur Valentin Stephan Still (de) (1750-1795) conçoit en particulier la bière Salvator (Sauveur) qui acquiert rapidement jusqu’à ce jour une renommée locale, puis internationale. 

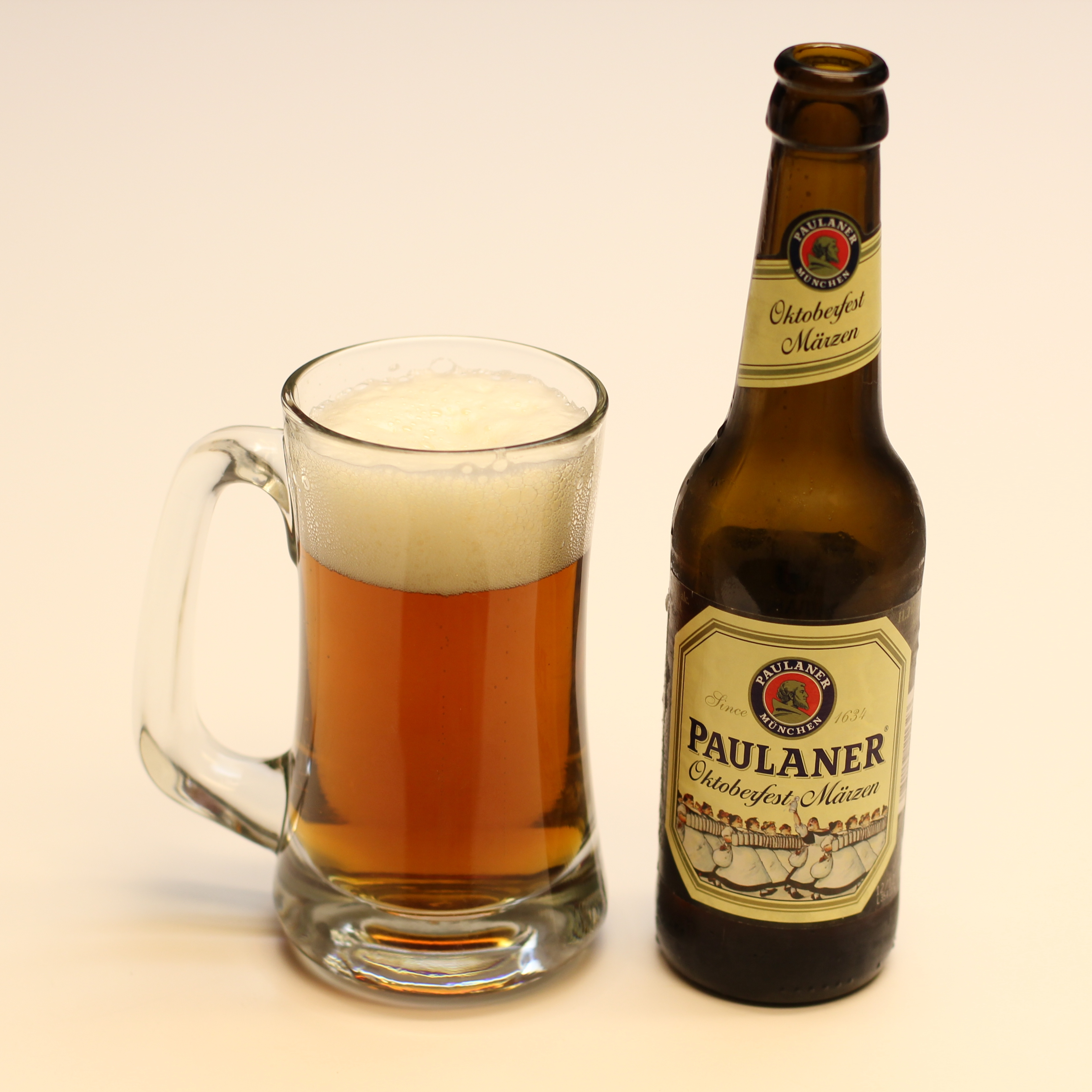
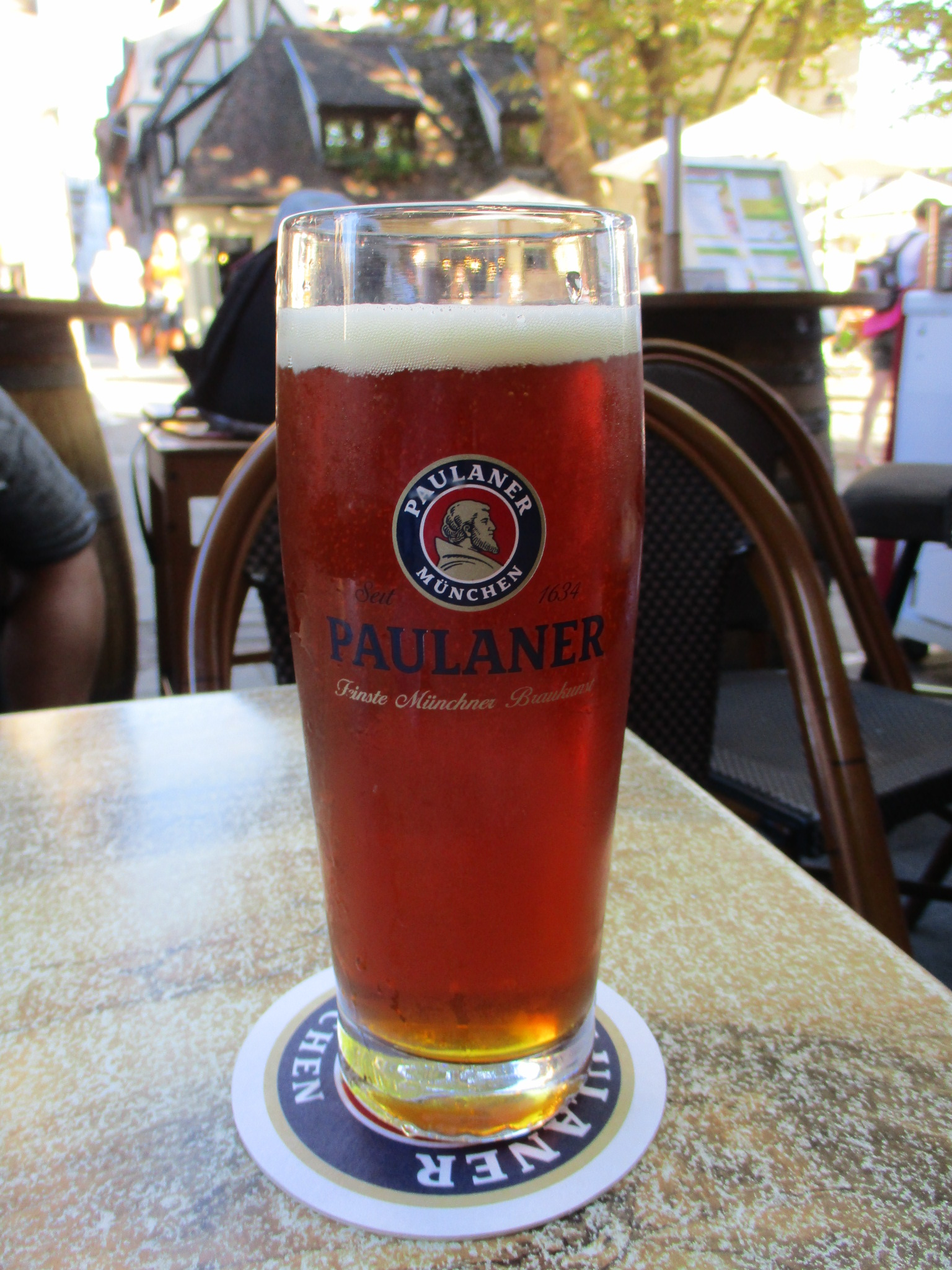
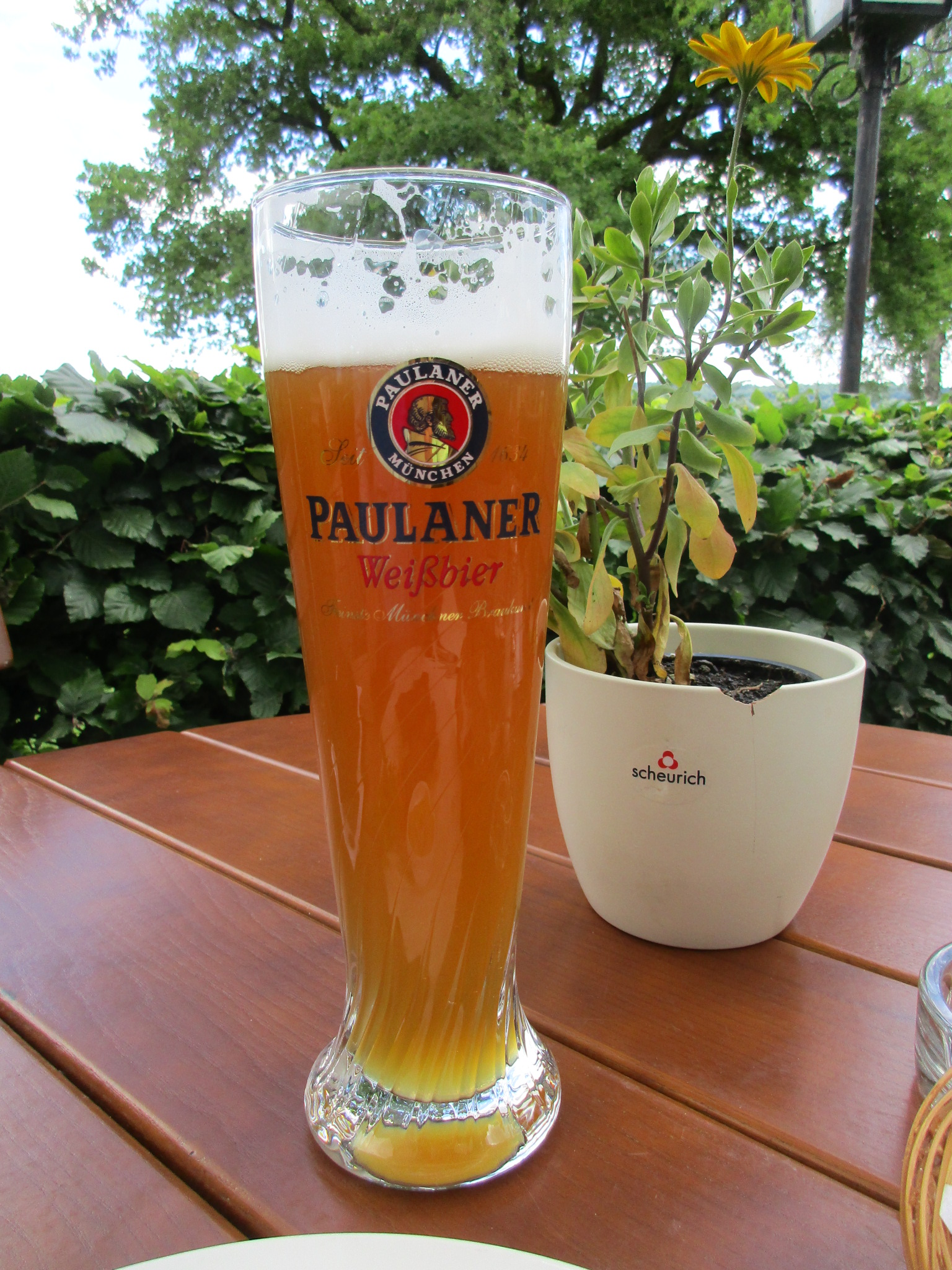

Le monastère est dissous en 1799, et transformé en hôpital militaire, puis en pénitencier de Neudeck. L'église est démolie en 1902, et de nombreux bâtiments subsistants du monastère sont alors convertis en tribunal de district, puis en bureaux administratifs du district de Munich jusqu'à ce jour. 

## Brasserie monastique

Bière d'origine trapiste Paulaner de Munich.

Les moines trapistes de ce monastère fabriquent de la bière Paulaner à partir de 1634, à titre de principale source de revenus. Le monastère obtint le droit de brasser officiellement de la bière en 1660, et une nouvelle brasserie est construite en 1668 sur un terrain voisin. Le député maître brasseur bavarois Franz Xaver Zacherl (de) (1772-1849) loue la brasserie Paulaner en 1806, puis l'achète avec toutes ses annexes en 1813, sous le nom de Paulanerbräu am Nockherberg, avant qu'elle n'appartienne à ce jour à la brasserie allemande Brau Holding International (en), après plusieurs fusions-acquisitions successives,.